# Molina (Chile)
Molina är en stad i Chile.   Den ligger i kommunen Molina i provinsen Provincia de Curicó och regionen Región del Maule, i den södra delen av landet, 190 km söder om huvudstaden Santiago de Chile. Molina ligger 253 meter över havet och antalet invånare är 28 775. Den grundades 1834 och är uppkallad efter Juan Ignacio Molina.
Terrängen runt Molina är platt åt sydost, men åt nordväst är den kuperad. Runt Molina är det ganska glesbefolkat, med 26 invånare per kvadratkilometer.. Närmaste större samhälle är Curicó, 15,1 km norr om Molina. 
Trakten runt Molina består till största delen av jordbruksmark.